# ボディスーツ
ボディスーツ（英: Bodysuit）は、ファウンデーションの一種である。主に女性用ではあるが、男性用もわずかであるが存在する。
また、幼児用の衣服や競泳水着、舞台衣装などについて、全身を覆う形状の衣類もボディスーツと呼ばれる場合もある。
英語圏においては、成人女性向けの補正下着だけでなく上半身・下半身一体型のワンピース（英: One-piece）全般を広くボディスーツと呼んだり、前後にジッパーがある・特殊な素材である・フィクションに登場する、などの点で女性へのフェティシズムの対象となるものをキャットスーツと呼んだりもする。

## ファウンデーションとしてのボディスーツ
一般的に形状は、ブラジャー、ウエストニッパーおよび太腿部分を除いたガードルが一体となった体形を整える下着で、ワンピース水着やレオタードにも類似する。すべてを包括するという意味のオール・イン・ワンという別称もある。
素材には、ナイロン、ポリウレタンを組み合わせた伸縮性の高いものが使われる。絹を混紡した高級品もある。 価格は、低価格の既製品は1000円程度からオーダーメード品の高級品では数万円するものがある。
補整下着としては、バストライン・ウエストラインとヒップラインをひとつの下着で補正する効果がある。
一体型で締め付けもきついため、他のファウンデーションに比べて補正力が強い。クロッチ (股間部分) は2・3個のスナップボタンまたはホック留めになっており、排泄時に容易になっている。補正力の強度によって、ソフトタイプ、ハードタイプ、その中間のミディアムタイプに分かれており、補正機能のないものはボディブリファー（body briefer）とも呼ばれる。
サイズに関しては一体型でありカップサイズや横のサイズはバリエーションがあるが、丈はほとんどのメーカーが女性の平均身長(約158センチ)に合わせているためにボディの長さが合わない場合があるので、その場合にはブラジャー＋ウエストニッパー＋ガードル、ボディシェイパーまたはロングブラジャー＋ガードルのように分割されたものを組み合わせて着用する方法もある。全身を覆うため着用感がきつめに感じられるため、普段着用しているブラジャーよりも1サイズ大きめのアンダーサイズを選ぶとよい。
また、メーカーによっては胸のカップ部分を除いた形のサポート・スーツやコントロールキャミソールという商品がありカップサイズに自由度を持たせたり、ロング・ガードル同様に太腿部分のあるオールインワン・タイプの商品も発売されている。